# 天山乡
天山乡，是中华人民共和国新疆维吾尔自治区哈密市伊州区下辖的一个乡镇级行政单位。

## 行政区划
天山乡下辖以下地区：
头道沟村、二道沟村、三道沟村、石城子村、板房沟村、白杨沟村、二崖头村、榆树沟村、水亭村、榆树沟口子村、沙依巴克开发区管理委员会生活区、阿卡尔开发区管理委员会生活区和牙吾龙开发区管理委员会生活区。